# Mario Enrique Ríos Montt
Mario Enrique Ríos Mont (ur. 17 marca 1932 w Huehuetenango) – gwatemalski duchowny rzymskokatolicki, w latach 1987–2010 biskup pomocniczy Gwatemali, brat dyktatora Efraina.

## Życiorys
Święcenia kapłańskie przyjął 12 lipca 1959. 13 lipca 1974 został prekonizowany prałatem terytorialnym Escuintla ze stolicą tytularną Tiguala. Sakrę biskupią otrzymał 27 września 1974. 3 marca 1984 zrezygnował z urzędu. 24 stycznia 1987 został mianowany biskupem pomocniczym Gwatemali. W maju 1988 został szefem prowadzonego przez Kościół katolicki Biura ds. Praw Człowieka. Zapowiedział kontynuowanie starań zamordowanego poprzednika, Juana Gerardiego, oraz dokończenie śledztwa w sprawie winnych zabójstwa lub zaginięcia ponad 200 000 osób w trakcie wojny domowej oraz ludobójstwa dokonanego na ludności indiańskiej. Stał się wpływowym i potężnym przeciwnikiem brata. 2 października 2010 przeszedł na emeryturę. 26 lipca 2011 został wyznaczony na administratora apostolskiego Izabal, pozostał nim do 9 lutego 2013.